# Vághy Ferenc
Vághy Ferenc, eredeti családi neve Wagner (Sopron, 1776. április 7. – Matzleinsdorf, Ausztria, 1862. április 23.) törvény- és jogtudós, Sopron város polgármestere (1840-ig), országgyűlési követe és a Magyar Tudományos Akadémia igazgató tagja.

## Élete
1831-ben Vághy névvel magyar nemességet nyert. A Magyar Tudományos Akadémia 1831. november 17-én az igazgató tagjának választotta; ő e megtiszteltetését az Akadémia tőkéjének négyszáz pengő forinttal való növelésével viszonozta. 1840-ben a királyi váltó-feltörvényszék bírájává neveztetett ki. 1842-ben már a hétszemélyes ítélőtáblánál volt váltói előadó ülnök s az maradt 1848-ig. Utóbb a bécsi legfőbb törvényszék bírája és császári és királyi udvari tanácsos lett.

## Munkája
- Magyar váltójogi kérdések. Pest, 1841.